# 富山県道142号栗山柳原線
富山県道142号栗山柳原線（とやまけんどう142ごう くりやまやなぎはらせん）は富山県滑川市内を通る一般県道である。

## 概要

### 路線データ
- 起点：富山県滑川市栗山字二又（富山県道138号栗山追分線交点）
- 終点：富山県滑川市柳原（富山県道320号古鹿熊滑川線交点）
- 実延長：3,332m

## 沿革
- 1960年（昭和35年）4月23日 - 認定[1]

## 地理

### 通過する自治体
- 富山県滑川市

### 接続する道路
- 富山県道138号栗山追分線（起点：栗山交差点）
- 富山県道112号北野滑川インター線
- 国道8号（魚津滑川バイパス）（北野第一交差点）
- 富山県道3号富山立山魚津線（北野交差点）
- 富山県道135号富山滑川魚津線（滑川市中野島）
- 富山県道320号古鹿熊滑川線（終点：柳原宮ノ東交差点）

### 周辺
- あいの風とやま鉄道・富山地方鉄道本線 滑川駅
- 北陸自動車道 有磯海サービスエリア
- 滑川市立早月中学校
- 滑川市立東部小学校
- 滑川市立北加積小学校
- 富山医療福祉専門学校
- YKK AP 滑川事業所
- スギノマシン
  - 早月事業所
  - 滑川事業所
- 日本カーバイド工業 早月工場
- 岩瀬工業 本社・工場